# Тараян, Седрак Авакович
Седрак Авакович Тараян (арм. Սեդրակ Թառայան; 13 мая 1862, Шемахы, Бакинская губерния, Российская империя — 25 ноября 1916, Тифлис) — армянский публицист, драматург, переводчик, писатель

, литературный критик и редактор. Доктор философии.

## Биография
Окончил немецкую миссионерскую школу в своем родном городе, затем переехал в Германию, где поступил в Лейпцигский университет. Получив степень доктора философии, поселился в Тифлисе, где работал в изданиях «Молот», «Мшак», «Тараз», «Агпюр» и других периодических изданиях.
Драматургическую деятельность начал в конце XIX века.
Автор пьес — «Скрытые искры», «Наместник Христа», «Сократ», «Заря», «Азраил», которые шли на армянской сцене. Перевёл на армянский язык произведения Г. Брандеса, Б. Бьёрнсона и др.
В своих публицистических статьях утверждал демократические принципы. Автор книги о Шиллере («Поэт-идеалист»).
В 1906—1914 гг. редактировал еженедельник «Друг».